# Ornithogalum hispidulum
Ornithogalum hispidulum är en sparrisväxtart som beskrevs av U.Müll.-doblies och D.Müll.-doblies. Ornithogalum hispidulum ingår i släktet stjärnlökar, och familjen sparrisväxter.
Artens utbredningsområde är Namibia. Inga underarter finns listade i Catalogue of Life.